# Raouia Rouabhia
Raouia Rouabhia (née le 25 juin 1978 à Avignon, France ) est une joueuse de volleyball internationale d'origine algérienne.

## Informations sur le club
Club actuel   : Venelle Volleyball (France) 